# Comarcas históricas de Asturias
Con el término comarcas históricas de Asturias o partidos, se hace referencia a la agrupación histórica de los concejos asturianos para la defensa de sus intereses en el seno de la Junta General del Principado.

## Origen de la división comarcal

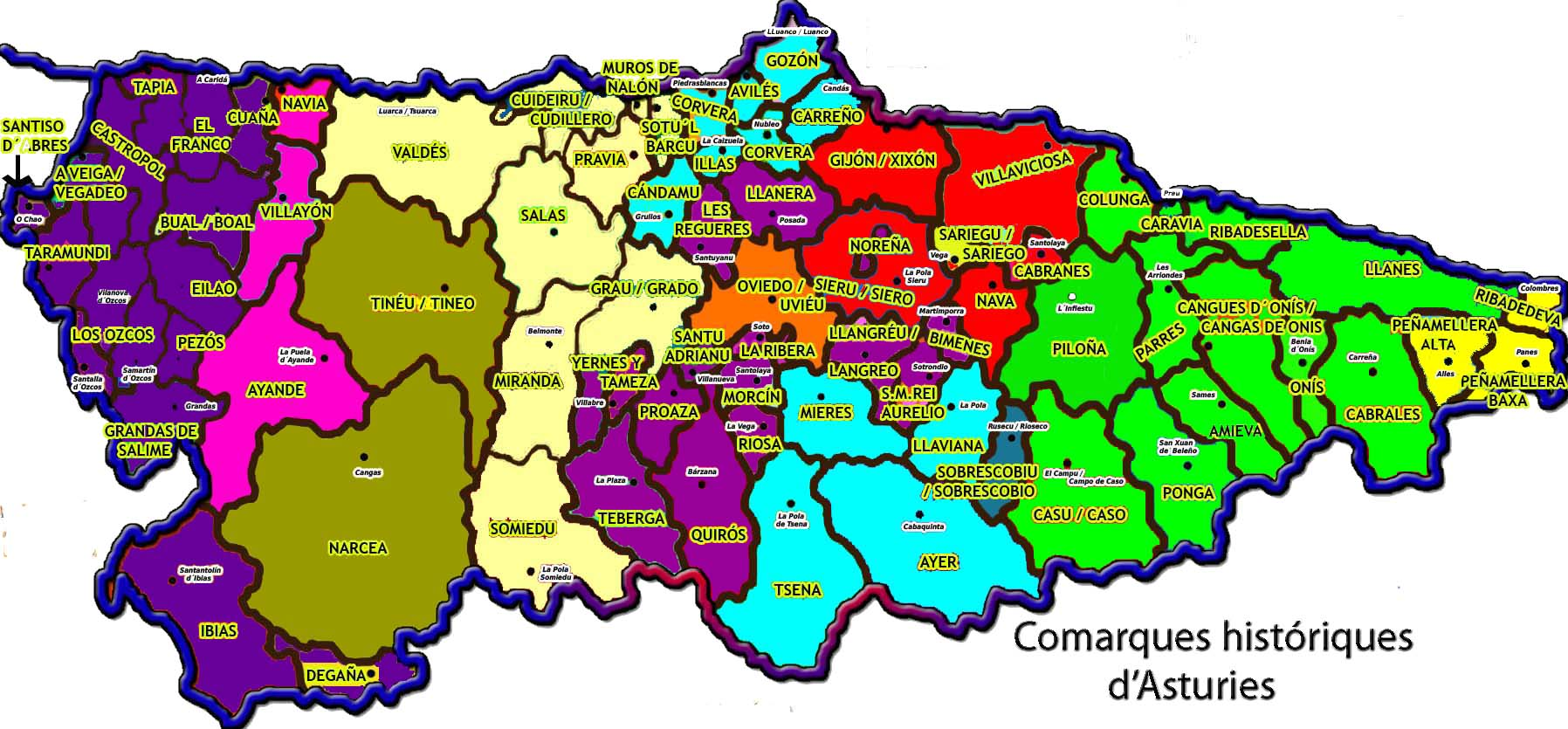
Distribución geográfica de los siete partidos de la junta General del Principado de Asturias, en tonos morados los concejos de Obispalía. Peñamellera Alta, Peñamellera Baja y Rivadedeva no estaban bajo la jurisdicción de la Junta General y dependían de las Asturias de Santillana.

La Junta General del Principado de Asturias constituyó durante siglos el órgano de representación histórico de los concejos asturianos. Su origen se encuentra en los sucesos ocurridos en el año 1388 cuando el rey Juan I de Castilla crea el Principado de Asturias, inaugurando el título de Príncipe de Asturias y otorgando esta condición al infante Don Enrique, quien luego sería Enrique III de Castilla. En ese tiempo los concejos asturianos, enfrentados a la familia Quiñones, se alían junto a la Corona en contra de los grandes señores feudales. Sin embargo, la sucesiva incorporación a su régimen jurídico, como consecuencia del proceso de desfeudalización determinó que la composición de aquella se dividiese en partidos, cada uno de los cuales ostentaban distintos derechos y privilegios, así como una organización política muy diferente. 
Su configuración definitiva vino determinada por la incorporación al realengo de los llamados concejos de Episcopalía, que tiene lugar a lo largo del siglo XVI como consecuencia de los procesos desamortizadores promovidos por el rey Felipe II, que para hacer frente a los gastos de la guerra de religión obtiene la Breve Acceperimus, poniendo la venta la jurisdicción que hasta entonces ostentaban los obispos y muchos de los monasterios y de la orden de Santiago en el Concejo de Sobrescobio. Dentro de este partido se encontraban no sólo los concejos que había pertenecido a la sede episcopal, sino también otros que obtienen la emancipación tardíamente, como es el caso del Concejo de Navia respecto de los Condes de Ribadeo, el Concejo de Allande respecto de la familia Quiñones o el ya señalado caso de Sobrescobio respecto de la orden de Santiago.
La incorporación de estos concejos dio lugar a la creación de seis partidos que se encontraban representados por otros tantos procuradores, cuyo número quedó definitivamente fijado en siete, cuando se otorga esta condición a los concejos de Tineo y Cangas de Tineo. Las ordenanzas solicitadas por Sancho de Inclán, procurador del Principado y aprobadas por Felipe II en el Pardo el 23 de noviembre de 1594 siendo gobernador de Asturias Duarte de Acuña, establecieron una diputación permanente y el oficio de procurador general del Principado, pues al ser demasiado numerosa la reunión de los setenta concejos, se hizo necesario la agrupación de estos en partidos. 
Así la diputación permanente en quien delega sus facultades la Junta General, está presidida por el regente o decano de la Real Audiencia, y se compone del procurador general del Principado, de su alférez mayor y de siete diputados que ostentan la representación de las comarcas asturianas.

## Partidos
Los partidos o comarcas Históricas del Principado de Asturias son los siguientes:
I.	Partido de Oviedo. La Ciudad de Oviedo, su Concejo y el Alférez mayor del Principado, (Familia Queipo de Llano).
II.	Partido de Avilés o de los siete concejos: Avilés, Lena, Aller, Carreño, Laviana. Gozón y Corvera. Son de nueva creación Candamo y Muros de Nalón, que se segregan de Avilés, y Soto del Barco y Cudillero que se segregan de Pravia.
III.	Partido de Llanes: Llanes, Rivadesella, Colunga, Piloña, Onís, Caso, Cangas de Onís, Parres, Ponga, Amieva, Cabrales y Caravia.
IV.	Partido de Villaviciosa. Villaviciosa, Gijón, Siero, Sariego, Nava y Cabranes.
V.	Partido de los cinco Concejos: Grado, Pravia, Salas, Valdés, Belmonte de Miranda y Somiedo. Dentro del Concejo de Avilés se encontrarían también los actuales concejos de Soto del Barco, Muros de Nalón y Cudillero que se separan de Pravia en 1836, y el de Candamo que se segregó de Grado en el mismo año.
VI.	Partido de las Obispalías.
1.	Antiguo concejo de Castropol: Boal, Castropol, Coaña, Illano, El Franco, Grandas de Salime, Pesoz, San Martín de Oscos, | Santa Eulalia de Oscos, San Tirso de Abres, Taramunde, Vegadeo, Villanueva de Oscos e Ibias (desde 1698). Nueva creación: Tapia de Casariego y Vegadeo que se segregan de Castropol e Degaña de Ibias.
2.	Navia y Allande: Navia, Allande y Villayón.
3.	Regueras: Regueras y Llanera,
4.	Quiros: Teverga, Quirós, Sobrescobio, Tudela, Noreña, Olloniego, Pajares, Morcín, Ribera de Arriba, Ribera de Abajo, Riosa, Proaza, Santo Adriano, Tameza, Paderni.
5.	Langreo: Langreo , Bimenes y San Martín del Rey Aurelio.
6.	Sobrescobio.
Extintos: Peñaflor se incorpora a Grado, Tudela a Oviedo, Olloniego a Oviedo Paderni a Oviedo y Pajares
VII.	Partido de Cangas de Tineo. Tineo, Cangas de Tineo (Cangas de Narcea) y Allande.
1.	 Tineo
2.	 Cangas de Narcea
3.	 Allande
No formaban parte de la Junta General del Principado y dependían de la llamada Asturias de Santillana:
1.Rivadedeva
2. Peñamellera Alta
3. Peñamellera Baja